# Harpers Ferry National Historical Park
Le Harpers Ferry National Historical Park est parc historique national américain protégeant une partie d'Harpers Ferry, en Virginie-Occidentale, ainsi que des terrains situés dans le Maryland et la Virginie voisins. Créé le 30 juin 1944, il est géré par le National Park Service. Il est inscrit au Registre national des lieux historiques depuis le 15 octobre 1966.

## Musées
Le parc compte un grand nombre de petits musées installés dans des bâtiments d'époque :
- 1862 Battle of Harpers Ferry Museum
- A Place in Time Museum
- African-American History Museum
- Civil War Museum
- Industry Museum
- John Brown Museum
- Meriwether Lewis at Harpers Ferry
- Restoration Museum
- Wetlands Museum